# Бородинская (Краснодарский край)
Бороди́нская — станица в Приморско-Ахтарском районе Краснодарского края.
Административный центр Бородинского сельского поселения.

## География
Станица расположена в 8 км северо-восточнее Приморско-Ахтарска, в 5 км от побережья Ясенского залива Азовского моря, в степной зоне.

## История
Хутор Новомарьянский был образован в 1891 году на дополнительном наделе станицы Марьянской, преобразован в станицу Бородинскую в 1913 году. Название станица получила в память об участии казаков-черноморцев в Отечественной войне 1812 года.

## Население
| 2002 | 2010  |
| ---- | ----- |
| 1534 | ↗1786 |